# Cranocarpus martii
Cranocarpus martii är en ärtväxtart som beskrevs av George Bentham. Cranocarpus martii ingår i släktet Cranocarpus, och familjen ärtväxter. Inga underarter finns listade i Catalogue of Life.